# أنطونيو كاستيليني
أنطونيو كاستيليني (بالإيطالية: Nino Castellini)‏ مواليد 1951-وفيات 1976، كان ملاكم محترف إيطالي. سبق أن شارك في دورة الألعاب الأولمبية الصيفية سنة 1972. حقق الميدالية البرونزية في ألعاب البحر الأبيض المتوسط 1971.

## إحصائيات
خاض خلال مسيرته 32 نزالا، فاز في 28 ولم يتعادل وخسر في 4. فاز بالضربة القاضية في 14 نزالا.

## الميداليات
| الميدالية | المسابقة                        |
| --------- | ------------------------------- |
| برونزية   | ألعاب البحر الأبيض المتوسط 1971 |

## روابط خارجية
- أنطونيو كاستيليني على موقع بوكس ريك (الإنجليزية) (registration required)
- أنطونيو كاستيليني على موقع أوليمبيديا (الإنجليزية)